# トゥールーズ大学
トゥールーズ大学（フランス語: Université de Toulouse）は、フランス・トゥールーズに本部を置く大学。1229年に設立された中世大学である。

## 歴史
1229年に神学の高等教育機関として創立され、後に法学と医学が追加された。
フランス革命中の1793年に廃止されたが、1896年に高等教育機関として再設立された。1969年にはそれまでトゥールーズ大学と呼ばれていた大学が、3の大学と複数の高等教育機関に分割された。1945年にはトゥールーズ大学政治学院が設立され、1989年にはトゥールーズ政治学院として独立した。トゥールーズ政治学院は名門グランゼコールとされる。

## 歴代教員
- ジャン・ティロール - 経済学者。ノーベル経済学賞受賞。
- ポール・シーブライト - 経済学者。
- ジャン＝ジャック・ラフォン - 経済学者。
- レイモン・アロン - 社会学者。
- ポール・フォコネ - 社会学者。
- ジャン・ジョレス - 哲学者。
- ピエール・ラロミギエール - 哲学者。

## 出身者
- エティエンヌ・ドレ - ラテン語学者。
- ミシェル・セルヴェ - 人文主義者。
- ミシェル・ド・モンテーニュ - 哲学者。
- ガブリエル・ド・タルド - 社会心理学者 / トゥールーズ大学及びパリ大学を中退。
- テオフィル・デルカッセ - 外相。第一次大戦前夜、ビスマルク体制に対するデルカッセ体制を敷いた。文学部卒
- マルセル・ダッソー - 航空機製造者。「ダッソー」
- ヴァンサン・ド・ポール - 司祭。
- トマ・ペスケ - 宇宙飛行士[2]。
- ポール・サバティエ - 化学者。
- ロマン・メニル - 陸上競技選手。
- ダヴィド・スクレラ - ラグビー選手。